# IMP.
IMP.(일본어:  アイエムピー  아이엠피[*])는 일본의 7인조 남성 아이돌 그룹. TOBE 소속. 전신은 2020년에 결성된 IMPACTors. 2023년 8월 18일, 디지털 싱글 「CRUISIN'」에서 세계 동시 전달 데뷔.
그룹 칼라는 흑과 마젠타 핑크로, 그룹명 말미의 「.」(닷)는 「IMP. 」 와 같이 핑크색으로 표기된다.

## 내력
2023년 5월 25일, 자니스 주니어 내 유닛·IMPACTors (インパクターズ) 로서 활동하고 있던 멤버 7명 전원이 쟈니스 사무소를 퇴소.
7월 14일, 전 쟈니즈 사무소 부사장 타키자와 히데아키가 동사를 퇴사해 시작한 엔터테인먼트 회사 'TOBE'에 합류해, 'IMP.'의 그룹명으로 재시동하는 것을 YouTube 생 전달에서 발표 했다. 동시에 팬클럽도 설립해 이날 오후 8시에는 인스타그램과 트위터에 공식 계정을 개설했다.
8월 18일 디지털 싱글 ‘CRUISIN''에서 세계 동시 전달 데뷔하는 것이 8월 11일 발표되었고, 이날 오후 7시에는 티저 영상이 공개됐다. 8월 12일, 팬네임이 「PINKY.」로 결정. 8월 16일에는 YouTube에서 그룹의 레귤러 프로그램이 시동해, 매주 월요일과 수요일에 갱신되는 운반이 되었다.
유튜브에서 공개된 '크루이신'의 뮤직비디오는 공개 1일 만에 201만회 재생을 기록하며 인기 급상승 순위 음악 부문에서도 2위에 올랐다. 오리콘 주간 디지털 싱글(단곡) 랭킹과 Billboard Japan Download Songs에서도 최신 랭킹으로 다운로드 수 1위를 기록해 호조로 스타트를 끊었다.
9월 14일, ABC-MART가 전개하는 adidas 'SWITCH RUN'의 캠페인에서 데뷔 후 처음으로 광고에 기용되어, 웹 무비에서는 신곡 'SWITCHing'을 선보였다.
9월 15일에는 2번째 디지털 싱글 'IMP.'를 발매하고, 10월 13일에는 3번째 디지털 싱글 'SWITCHing'을 발표했다.
11월 8일 ‘CRUISIN’, ‘IMP.’ 양곡을 수록한 그룹 첫 CD 싱글 ‘CRUISIN’/IMP.’가 제작되어 TOBE의 온라인 스토어 한정으로 출시됐다.
12월 8일에는 4번째 디지털 싱글 ‘I Got It’을 발표했다.
2024년 3월 8일에는 5번째 디지털 싱글 'FLOW'를 발표했다. 3월 12일에는 1st 싱글 'CRUISIN'/IMP.'와 2nd 싱글 'SWITCHing/I Got It'의 전 수록곡이 전달될 예정이다. 지금까지 각 싱글의 표제곡은 배포 릴리스되었지만, 커플링곡의 배포는 처음이다.

## 회원
출처
| 이름                        | 생년월일               | 혈액형 | 비고 |
| --------------------------- | ---------------------- | ------ | ---- |
| 사토 아라타 (佐藤 新)       | 2000년 9월 1일(23세)   | O형    | 센터 |
| 모토이 슌스케 (基 俊介)     | 1996년 10월 17일(27세) | B형    |      |
| 스즈키 타이가 (鈴木 大河)   | 1998년 6월 29일(25세)  | O형    |      |
| 카게야마 타쿠야 (影山 拓也) | 1997년 6월 11일(26세)  | O형    | 리더 |
| 마츠이 미나토 (松井 奏)     | 2000년 9월 2일(23세)   | O형    |      |
| 요코하라 유키 (横原 悠毅)   | 1996년 9월 13일(27세)  | O형    |      |
| 츠바키 타이가 (椿 泰我)     | 1998년 2월 10일(25세)  | O형    |      |

## 디스코 그래피

### 싱글

#### CD 싱글
순위는 오리콘 조사에 의한 오리콘 주간 싱글(단곡) 랭킹에서의 최고 순위를 나타낸다.
|     | 발매일          | 제목               | 형태                            | 규격품반  | 라벨       | 순위 |
| --- | --------------- | ------------------ | ------------------------------- | --------- | ---------- | ---- |
| 1st | 2023년 11월 8일 | CRUISIN'/IMP.      | 초회 생산 한정판 A(CD＋Blu-ray) | TBCT0714X | TOBE MUSIC |      |
| 1st | 2023년 11월 8일 | CRUISIN'/IMP.      | 초회 생산 한정판 B(CD＋Blu-ray) | TBCT0715X | TOBE MUSIC |      |
| 1st | 2023년 11월 8일 | CRUISIN'/IMP.      | 통상판(CD)                      | TBCT0716  | TOBE MUSIC |      |
| 2   | 2024년 2월 21일 | SWITCHing/I Got It | 초회 생산 한정판 A(CD＋Blu-ray) | TBCT0720X | TOBE MUSIC |      |
| 2   | 2024년 2월 21일 | SWITCHing/I Got It | 초회 생산 한정판 B(CD＋Blu-ray) | TBCT0721X | TOBE MUSIC |      |
| 2   | 2024년 2월 21일 | SWITCHing/I Got It | 통상판(CD)                      | TBCT0722  | TOBE MUSIC |      |

#### 배달 한정 싱글
순위는 오리콘 조사에 의한 오리콘 주간 디지털 싱글(단곡) 랭킹에서의 최고 순위를 나타낸다.
|   | 배달일           | 제목      | 표준            | 순위 | 라벨       | 첫 수록 앨범 |
| - | ---------------- | --------- | --------------- | ---- | ---------- | ------------ |
| 1 | 2023년 8월 18일  | CRUISIN'  | 디지털 다운로드 | 1위  | TOBE MUSIC | 앨범 미수록  |
| 2 | 2023년 9월 15일  | IMP.      | 디지털 다운로드 | 2위  | TOBE MUSIC | 앨범 미수록  |
| 3 | 2023년 10월 13일 | SWITCHing | 디지털 다운로드 | 2위  | TOBE MUSIC | 앨범 미수록  |
| 4 | 2023년 12월 8일  | I Got It  | 디지털 다운로드 |      | TOBE MUSIC | 앨범 미수록  |
| 5 | 2024년 3월 8일   | FLOW      | 디지털 다운로드 |      | TOBE MUSIC | 앨범 미수록  |

### 뮤직 비디오
| 년   | 제목        | 링크         | 감독 | 비고 |
| ---- | ----------- | ------------ | ---- | ---- |
| 2023 | CRUISIN'    | [ 동영상 1 ] |      |      |
| 2023 | IMP.        | [ 동영상 2 ] |      |      |
| 2023 | SWITCHing   | [ 동영상 3 ] |      |      |
| 2023 | I Got It    | [ 동영상 4 ] |      |      |
| 2024 | FLOW        | [ 동영상 5 ] |      |      |
| 2024 | NINNIN JACK | [ 동영상 6 ] |      |      |